# 蔡朝晖
蔡朝晖（1971年7月—），男，回族，中华人民共和国政治人物。现任海南省人民政府副省长，海南省公安厅厅长。